# 瑪麗娜101
瑪麗娜101（英語：Marina 101）是一棟位於杜拜樓高101層的摩天大樓，2017年完工，目前是杜拜第二高的摩天大樓，僅次於哈里發塔。大樓首33層是五星級的硬石酒店（Hard Rock Hotel），34至100層是住宅，101層設有會所、餐廳和商店。